# جوزپه آنتونینی
جوزپه آنتونینی (به ایتالیایی: Giuseppe Antonini) (زاده ۲ سپتامبر ۱۹۱۴ در ورونا، درگذشته ۲۹ نوامبر ۱۹۸۹ در ورونا) بازیکن و مربی سابق فوتبال ایتالیاست.